# Торка-дель-Серро
Торка-дель-Серро (Sistema del Cerro del Cuevón) — пещерная система в Испании, провинция Астурия, горный массив Пикос-де-Эуропа. Система состоит из двух соединившихся в 2001 году карстовых вертикальных пещер, собственно, Torca del Cerro del Cuevón (T-33), вход в которую расположен на высоте 2019 м н.у.м., и Torca de las Saxifragas (TR-2), со входом на высоте 1590 м. Глубина пещеры составляет -1589 м (достигнута в 1998 году), что делает её глубочайшей пещерой Испании и одной из глубочайших пещер мира.
На глубине около 1500 м пещера выходит в субгоризонтальный подземный коллектор, по которому течёт река Marbregalo. Пещера заканчивается сифоном. Самый большой колодец в пещере имеет глубину 134 м.